# Femke Boersma
 (janvier 2019).
Si vous disposez d'ouvrages ou d'articles de référence ou si vous connaissez des sites web de qualité traitant du thème abordé ici, merci de compléter l'article en donnant les références utiles à sa vérifiabilité et en les liant à la section « Notes et références ».
Femke Boersma, connue sous le pseudonyme Femke Talma, née le 11 décembre 1935 à Amsterdam, est une actrice néerlandaise.

## Filmographie
- 1955 : Het Wonderlijke leven van Willem Parel (nl) de Gerard Rutten : Angèle[2]
- 1961 : Zesde Etage : Madeleine
- 1963 : Geld te geef : Patricia Elliot
- 1976 : Les Enquêtes du commissaire Maigret : Lisbeth Popinga
- 1977 : MS Franziska : Aavje Wilde
- 1978 : Nacht zonder zegen de Jan Dorresteyn : Mme Poerstamper[3]
- 1979 : Ons goed recht : Trees Bakker
- 1981 : A Flight of Rainbirds de Ate de Jong : L'infirmière[4]
- 1989 : Medisch Centrum West (nl) : Jacqueline Breeveld

## Vie privée
Elle est l'épouse de l'homme politique néerlandais Frits Bolkestein.